# Liste von Namensreaktionen/E
| Entdecker                                                        | Jahr             | Reagenzien                                                                         | Kurzbeschreibung                                                                             | Zielmolekül(e)                                                 | Quelle               |
| Eaborn-Iodierung                                                 | Eaborn-Iodierung | Eaborn-Iodierung                                                                   | Eaborn-Iodierung                                                                             | Eaborn-Iodierung                                               | Eaborn-Iodierung     |
| ---------------------------------------------------------------- | ---------------- | ---------------------------------------------------------------------------------- | -------------------------------------------------------------------------------------------- | -------------------------------------------------------------- | -------------------- |
| Colin Eaborn                                                     | 1949             | Tetraalkylsilane, Iod, Aluminiumtriiodid (Katalysator)                             | Iodierung                                                                                    | Trialkyliodsilane                                              | [ 1 ]                |
| {\displaystyle {\ce {(C2H5)4Si + I2 -> (C2H5)3SiI + C2H5I}}}     |                  |                                                                                    |                                                                                              |                                                                |                      |
| Eastwood-Reaktion                                                |                  |                                                                                    |                                                                                              |                                                                |                      |
| F.W. Eastwood                                                    | 1964             | vicinale Diole, Orthoameisensäuretriethylester                                     | Umesterung, thermische Zersetzung                                                            | Olefine                                                        | [ 2 ]                |
| Reaktionsschema Eastwood-Reaktion                                |                  |                                                                                    |                                                                                              |                                                                |                      |
| Eder-Reaktion                                                    |                  |                                                                                    |                                                                                              |                                                                |                      |
| Josef Maria Eder                                                 | 1880             | Quecksilber(II)-chlorid, Oxalate, Photosensibilisatoren                            | photochemische Reduktion                                                                     | Quecksilber(I)-chlorid                                         | [ 3 ]                |
| Reaktionsschema Eder-Reaktion                                    |                  |                                                                                    |                                                                                              |                                                                |                      |
| Edman-Abbau                                                      |                  |                                                                                    |                                                                                              |                                                                |                      |
| Pehr Edman                                                       | 1949             | Peptide / Proteine, Phenylisothiocyanat                                            | schrittweiser Abbau eines Peptids / Proteins                                                 | Aminosäuresequenz, verkürztes Peptid / Protein, Thiohydantoine | [ 4 ]                |
| Reaktionsschema Edman-Abbau                                      |                  |                                                                                    |                                                                                              |                                                                |                      |
| Eglinton-Kupplung                                                |                  |                                                                                    |                                                                                              |                                                                |                      |
| G. Eglinton                                                      | 1956             | Alkine, Kupferacetat, Pyridin                                                      | Kupplung                                                                                     | Dialkine                                                       | [ 5 ]                |
| Reaktionsschema Eglinton-Kupplung                                |                  |                                                                                    |                                                                                              |                                                                |                      |
| Ehrlich-Sachs-Reaktion                                           |                  |                                                                                    |                                                                                              |                                                                |                      |
| Paul Ehrlich, Franz Sachs                                        | 1899             | aromatische Nitrosoverbindungen, Verbindungen mit aktivierten Methylengruppen      | Kondensation                                                                                 | N-Phenylimine                                                  | [ 6 ]                |
| Reaktionsschema Ehrlich-Sachs-Reaktion                           |                  |                                                                                    |                                                                                              |                                                                |                      |
| Einhorn-Brunner-Reaktion                                         |                  |                                                                                    |                                                                                              |                                                                |                      |
| Alfred Einhorn, Karl Brunner                                     | 1905/1914        | Hydrazine, Diacylamine                                                             |                                                                                              | 1,2,4-Triazole                                                 | [ 7 ] [ 8 ]          |
| Reaktionsschema Einhorn-Brunner-Reaktion                         |                  |                                                                                    |                                                                                              |                                                                |                      |
| Einhorn-Acylierung (Einhorn-Reaktion)                            |                  |                                                                                    |                                                                                              |                                                                |                      |
| Alfred Einhorn                                                   | 1898             | Carbonsäurechloride, Alkohole, Pyridin                                             | Schotten-Baumann-Reaktion                                                                    | Carbonsäureester                                               | [ 9 ]                |
| Reaktionsschema Einhorn-Acylierung                               |                  |                                                                                    |                                                                                              |                                                                |                      |
| Eisleb-Alkylierung                                               |                  |                                                                                    |                                                                                              |                                                                |                      |
| Otto Eisleb                                                      | 1941             | CH-acide Verbindungen, Natriumamid, Alkylhalogenide                                | Deprotonierung, nukleophile Substitution                                                     | Bildung einer C-C-Bindung                                      | [ 10 ]               |
| Reaktionsschema Eisleb-Alkylierung                               |                  |                                                                                    |                                                                                              |                                                                |                      |
| Elbs-Persulfatoxidation                                          |                  |                                                                                    |                                                                                              |                                                                |                      |
| Karl Elbs                                                        | 1893             | Phenole, Kaliumperoxodisulfat                                                      | Oxidation                                                                                    | Chinone                                                        | [ 11 ]               |
| Reaktionsschema Elbs-Persulfatoxidation                          |                  |                                                                                    |                                                                                              |                                                                |                      |
| Elbs-Reaktion                                                    |                  |                                                                                    |                                                                                              |                                                                |                      |
| Karl Elbs                                                        | 1884             | ortho-methylierte aromatische Acyle                                                | Pyrolyse                                                                                     | mehrkernige Aromaten                                           | [ 12 ]               |
| Reaktionsschema Elbs-Reaktion                                    |                  |                                                                                    |                                                                                              |                                                                |                      |
| Eltekoff-Hydrolyse                                               |                  |                                                                                    |                                                                                              |                                                                |                      |
| A. Eltekoff                                                      | 1875             | Vinylhalogenide, alkalische Lösung                                                 | Hydrolyse                                                                                    | Aldehyde/Ketone                                                | [ 13 ]               |
| Reaktionsschema Eltekoff-Hydrolyse                               |                  |                                                                                    |                                                                                              |                                                                |                      |
| Eltekoff-Methylierung                                            |                  |                                                                                    |                                                                                              |                                                                |                      |
| A. Eltekoff                                                      | 1878             | Alkene, Methylhalogenide, Calciumoxid                                              | Addition, Abspaltung von Halogenwasserstoff                                                  | methylierte Alkene                                             | [ 14 ]               |
| Emde-Abbau                                                       |                  |                                                                                    |                                                                                              |                                                                |                      |
| Hermann Emde                                                     | 1909             | quartäre Ammoniumverbindungen, Natriumamalgam                                      | Reduktion                                                                                    | tertiäre Amine                                                 | [ 15 ]               |
| Reaktionsschema Emde-Abbau                                       |                  |                                                                                    |                                                                                              |                                                                |                      |
| Emmert-Reaktion                                                  |                  |                                                                                    |                                                                                              |                                                                |                      |
| Bruno Emmert, Erich Asendorf                                     | 1939             | Pyridin, Ketone, Magnesium, Quecksilber(II)-chlorid                                |                                                                                              | α-Pyridyl-dialkyl-carbinole                                    | [ 16 ]               |
| Reaktionsschema Emmert-Reaktion                                  |                  |                                                                                    |                                                                                              |                                                                |                      |
| Enders SAMP/RAMP-Hydrazonalkylierung                             |                  |                                                                                    |                                                                                              |                                                                |                      |
| Dieter Enders                                                    | 1976             | Ketone, Enders-Reagenz, Lithiumdiisopropylamid, Alkylhalogenide                    | Hydrazonbildung, Deprotonierung, nukleophile Substitution, Hydrolyse                         | stereoselektiv α-alkylierte Ketone                             | [ 17 ]               |
| Reaktionsschema Enders SAMP/RAMP-Hydrazonalkylierung             |                  |                                                                                    |                                                                                              |                                                                |                      |
| Engler-Indolsynthese                                             |                  |                                                                                    |                                                                                              |                                                                |                      |
| Thomas A. Engler                                                 | 1995             | Styrole/Enolether, Benzochinonimine, Lewis-Säure                                   |                                                                                              | Indole                                                         | [ 18 ]               |
| Enin-Metathese                                                   |                  |                                                                                    |                                                                                              |                                                                |                      |
| Thomas J. Katz, Timothy M. Sivavec (benannt nach Molekülgruppen) | 1985             | Alkine, Alkene                                                                     | Metathese                                                                                    | Diene                                                          | [ 19 ]               |
| Reaktionsschema Enin-Metathese                                   |                  |                                                                                    |                                                                                              |                                                                |                      |
| Epp-Widlandski-Oxidation                                         |                  |                                                                                    |                                                                                              |                                                                |                      |
| Jeffrey B. Epp, Theodore S. Widlanski                            | 1999             | primäre Alkohole, TEMPO, Diacetoxyiodbenzol                                        | Oxidation                                                                                    | Carbonsäuren                                                   | [ 20 ]               |
| Erlenmeyer-Früstück-Synthese                                     |                  |                                                                                    |                                                                                              |                                                                |                      |
| Friedrich Gustav Karl Emil Erlenmeyer, E. Früstück               | 1895             | Benzylidenglycin, Benzaldehyd, Natriumhydrogencarbonat-Lösung                      | Aldol-Kondensation, Hydrolyse                                                                | Phenylserin                                                    | [ 21 ]               |
| Erlenmeyer-Plöchl-Azolactonsynthese                              |                  |                                                                                    |                                                                                              |                                                                |                      |
| Friedrich Gustav Karl Emil Erlenmeyer, J. Plöchl                 | 1884/1893        | Acylglycine, Essigsäureanhydrid                                                    | intramolekulare Konsensation                                                                 | 5-Oxazolone                                                    | [ 22 ]               |
| Reaktionsschema Erlenmeyer-Plöchl-Azolactonsynthese              |                  |                                                                                    |                                                                                              |                                                                |                      |
| Erlenmeyer-Bergmann-Plöchl-Aminosäuresynthese                    |                  |                                                                                    |                                                                                              |                                                                |                      |
| Friedrich Gustav Karl Emil Erlenmeyer, Max Bergmann, J. Plöchl   | 1884/1893        | Hydantoin, Aldehyde                                                                |                                                                                              | Aminosäuren                                                    | [ 23 ] [ 24 ] [ 25 ] |
| Eschenmoser-Claisen-Umlagerung                                   |                  |                                                                                    |                                                                                              |                                                                |                      |
| Albert Eschenmoser                                               | 1964             | Allylalkohole, N,N-Dimethylacetamiddimethylacetal                                  | Bildung eines Iminiumions, Reaktion mit Alkohol unter Methanolabspaltung, Claisen-Umlagerung | γ,δ-ungesättigte Amide                                         | [ 26 ]               |
| Reaktionsschema Eschenmoser-Claisen-Umlagerung                   |                  |                                                                                    |                                                                                              |                                                                |                      |
| Eschenmoser-Fragmentierung                                       |                  |                                                                                    |                                                                                              |                                                                |                      |
| Albert Eschenmoser                                               | 1967             | α,β-Epoxyketone, Arylsulfonsäurehydrazid, Base/Säure                               | Kondensation, Fragmentierung unter Stickstoffabspaltung                                      | Alkine, Ketone                                                 | [ 27 ]               |
| Reaktionsschema Eschenmoser-Fragmentierung                       |                  |                                                                                    |                                                                                              |                                                                |                      |
| Eschenmoser-Methenylierung                                       |                  |                                                                                    |                                                                                              |                                                                |                      |
| Albert Eschenmoser                                               | 1971             | Ketone, Eschenmoser-Salz, Methyliodid oder meta-Chlorperbenzoesäure                | Addition in α-Position, Deprotonierung/Oxidation, Eliminierung                               | α-methenylierte Ketone                                         | [ 28 ]               |
| Reaktionsschema Eschenmoser-Methenylierung                       |                  |                                                                                    |                                                                                              |                                                                |                      |
| Eschenmoser-Kupplung                                             |                  |                                                                                    |                                                                                              |                                                                |                      |
| Albert Eschenmoser                                               | 1967             | Thioamide, Alkylhalogenide, Base, Thiophil (z. B. Triphenylphosphin)               | Alkylierung des Schwefels, Deprotonierung, Eliminierung von Schwefel                         | Enamine                                                        | [ 29 ]               |
| Reaktionsschema Eschenmoser-Kupplung                             |                  |                                                                                    |                                                                                              |                                                                |                      |
| Eschenmoser-Olefinierung                                         |                  |                                                                                    |                                                                                              |                                                                |                      |
| Albert Eschenmoser                                               | 1972             | Ketone, N-Aminoaziridine                                                           | Bildung eines Aziridinylhydrazons, Zersetzung                                                | Alkene                                                         | [ 30 ]               |
| Eschenmoser-Sulfidkontraktion                                    |                  |                                                                                    |                                                                                              |                                                                |                      |
| Albert Eschenmoser                                               | 1971             | Thiolsäuren, α-Halogenketone, Phosphine                                            | Bildung eines Thioesters, Eliminierung von Schwefel                                          | 1,3-Dicarbonylverbindungen                                     | [ 31 ]               |
| Eschweiler-Clarke-Methylierung                                   |                  |                                                                                    |                                                                                              |                                                                |                      |
| Wilhelm Eschweiler, Hans Thacher Clarke                          | 1905             | Amine, Formaldehyd, Ameisensäure                                                   | reduktive Methylierung                                                                       | tertiäre Amine                                                 | [ 32 ]               |
| Reaktionsschema Eschweiler-Clarke-Methylierung                   |                  |                                                                                    |                                                                                              |                                                                |                      |
| Esterpyrolyse                                                    |                  |                                                                                    |                                                                                              |                                                                |                      |
| Laurence Smith                                                   | 1842             | Carbonsäureester                                                                   | Eliminierungsreaktion                                                                        | Alkene                                                         | [ 33 ]               |
| Reaktionsschema Esterpyrolyse                                    |                  |                                                                                    |                                                                                              |                                                                |                      |
| Étard-Reaktion                                                   |                  |                                                                                    |                                                                                              |                                                                |                      |
| Alexandre Léon Étard                                             | 1880             | alkylsubstituierter Aromaten, Chrom(VI)-oxiddichlorid                              | Oxidation                                                                                    | Aldehyde                                                       | [ 34 ]               |
| Reaktionsschema Étard-Reaktion                                   |                  |                                                                                    |                                                                                              |                                                                |                      |
| Evans-Aldol-Reaktion                                             |                  |                                                                                    |                                                                                              |                                                                |                      |
| David Evans                                                      | 1981             | Aldehyde, Evans-Auxiliar                                                           | asymmetrische Aldol-Reaktion                                                                 | β-Hydroxyaldehyde                                              | [ 35 ]               |
| Evans-Saksena-Reduktion                                          |                  |                                                                                    |                                                                                              |                                                                |                      |
| David Evans, Anil K. Saksena                                     | 1983/87          | β-Hydroxyketone, Natriumtriacetoxyborhydrid/Tetramethylammoniumtriacetoxyborhydrid | Reduktion                                                                                    | anti-Diole                                                     | [ 36 ] [ 37 ]        |
| Reaktionsschema Evans-Saksena-Reduktion                          |                  |                                                                                    |                                                                                              |                                                                |                      |
| Evans-Tischtschenko-Reaktion                                     |                  |                                                                                    |                                                                                              |                                                                |                      |
| David Evans                                                      | 1990             | β-Hydroxyketone, Aldehyde, Samarium(II)-iodid                                      | diastereoselektive Reduktion                                                                 | 1,3-anti-Diolmonoester                                         | [ 38 ]               |
| Reaktionsschema Evans-Tischtschenko-Reaktion                     |                  |                                                                                    |                                                                                              |                                                                |                      |